# Shakes & Fidget
 Shakes & Fidget è un videogioco per browser gratuito di tipo Massively Multiplayer Online Role-Playing Game, di origine tedesca, prodotto da Playa Games. In Shakes & Fidget si gestisce un personaggio fantastico di propria scelta: lo scopo del gioco è quello di svilupparne le caratteristiche affrontando prove e combattimenti contro gli altri giocatori per ottenere bonus di diversa natura (monete virtuali, armi, difese) e punti esperienza, scalando così la classifica del gioco.
Il gioco si può giocare anche senza investire denaro reale ma alcuni avanzamenti e potenziamenti avvengono in maniera più rapida se si comprano degli speciali crediti: i funghi, acquistabili secondo varie modalità come PayPal, SMS, carta di credito, per telefono o semplicemente pagando in contanti.

## Modalità di gioco
Scopo del gioco è, come detto, scalare la classifica giocatori e raggiungere il primo posto. La posizione in classifica è legata all'onore, un indicatore che varia in base agli esiti degli scontri del proprio personaggio: si acquisiscono punti onore quando si vince un combattimento, si perdono quando si viene sconfitti. I combattimenti possono essere PvM (Player vs. Monster) o PvP (Player vs. Player):
- PvM: i combattimenti contro mostri ed altri esseri gestiti dal computer avvengono alla fine delle "missioni" accettate in "taverna" oppure nei "dungeon";
- PvP: i combattimenti contro altri giocatori avvengono nell'"Arena", dove è possibile sfidare qualunque giocatore.

Degni di nota sono i combattimenti in cui le rappresentazioni dei personaggi sono poste una di fronte all'altra e gli attacchi, scagliati a turno da ogni giocatore, sono rappresentati con animazioni grafiche delle rispettive armi e/o sistemi di difesa.
La "Taverna" è il luogo in cui il giocatore può guadagnare le "monete" d'oro e/o d'argento con le quali può acquistare degli oggetti (occasionalmente anche dei "funghi" e qualche oggetto) che servono a migliorare le caratteristiche del personaggio, come la forza in attacco o la resistenza in difesa. Le missioni in taverna sono limitate a 100 minuti al giorno: ogni missione consuma un numero variabile di minuti e premia con un certo quantitativo di monete. Il giocatore completa la missione e riceve le monete e/o gli oggetti se sconfigge il mostro di fine missione. Se il giocatore paga all'oste 1 fungo, ottiene 20 minuti extra di missioni: questo pagamento può essere fatto solo per 10 volte al giorno. L'indicatore delle missioni viene ripristinato a 100 ogni nuovo giorno.
Inoltre, una volta raggiunto il livello 100, è possibile sbloccare una chiave che permette l'apertura del Gabinetto Arcano. Il Gabinetto Arcano permette di ricevere degli oggetti (sia normali che epici) "buttando" altri oggetti al suo interno.
Il tempo di una missione si può accorciare acquistando una cavalcatura, un animale fantastico che diminuisce il tempo delle stesse, permettendo quindi di compiere più missioni. Le cavalcature si acquistano nella "stalla" pagando in monete d'oro, d'argento o con funghi; hanno una durata limitata nel tempo.
Nell'"armeria" e nello "shop magie" si possono acquistare oggetti per migliorare le caratteristiche del proprio giocatore: nell'armeria si acquistano armi di attacco o armature di difesa, mentre nello shop magie pozioni ed amuleti. Il costo è in monete e/o funghi. Sia gli oggetti dell'armeria che quelli dello shop magie cambiano ogni giorno.
La merce presente nell'"armeria" o nello "shop magie" può essere sostituita infinite volte al prezzo di 1 fungo per ogni inventario sostituito.
I "dungeon" sono luoghi misteriosi in cui si incontrano mostri più forti di quelli attaccabili alla fine delle normali missioni. I dungeon sono 13, ognuno con 10 livelli interni. Per accedere ai dungeon si devono trovare le relative chiavi nelle missioni accettate in taverna. In determinati livelli del personaggio si sblocca l'accesso ad un dungeon: quindi dal livello 10 in poi si può entrare nel primo dungeon, dal livello 20 in poi si può entrare nel secondo, ecc. Dal dungeons 9 in poi non sono presenti delle chiavi ma si deve semplicemente completare il dungeons precedente. Sconfiggere un mostro in un dungeon fa guadagnare molte più monete e punti esperienza rispetto ai mostri delle missioni. Inoltre sovente si trovano oggetti particolari riconoscibili spesso da una scritta blu, che sono in vendita nello shop o nell'armeria molto raramente, con bonus molto vantaggiosi.
Durante la sua assenza dal gioco, un giocatore può impostare il proprio personaggio "di guardia": eseguire un servizio di guardia (variabile da un minimo di 1 ad un massimo di 10 ore) permette di guadagnare monete extra ma impedisce di poter eseguire altre azioni (combattere nell'arena, eseguire missioni in taverna, accedere ai dungeon).

### Il personaggio
All'atto dell'iscrizione il giocatore deve scegliere, oltre al proprio genere sessuale, la razza del proprio personaggio fra quelle "buone" e quelle "cattive" (in realtà l'orientamento non ha influenze sul gioco ma solo sull'aspetto del personaggio e sul tipo di destriero che esso può avere):
- razze con orientamento "buono": umano, elfo, nano, gnomo
- razze con orientamento "cattivo": orco, elfo oscuro, goblin, demone

Scelta la razza, deve essere scelta la "classe" del personaggio fra guerriero, mago e esploratore.
La razza e la classe del personaggio influenzano le sue caratteristiche e abilità: forza, destrezza, intelligenza, costituzione e fortuna hanno dei valori base iniziali diversi a seconda di come si costruisce il personaggio. Queste caratteristiche influiscono durante il gioco l'esito degli scontri con i mostri e gli altri giocatori. I "guerrieri" sono combattenti con molti punti vita e scarso danno; i "maghi" sono molto forti in attacco ma hanno una costituzione relativamente debole; gli "esploratori" sono abili e destri, schivano facilmente i colpi dei nemici, hanno forza e difesa intermedi. La razza di un personaggio può essere cambiata durante il corso del gioco; diversamente, ciò non è possibile con la classe.

### Le gilde
Shakes & Fidget permette ai giocatori di raggrupparsi in gilde. Una gilda non è solo un luogo per incontrarsi e discutere insieme (possiede una chat in tempo reale) ma è anche un sistema per aumentare i vantaggi ottenibili dal gioco: donando alla gilda si modificano le monete ed i punti esperienza che si ottengono come bonus extra ad ogni missione ed in ogni duello.
Inoltre, una gilda può dichiarare guerra ad un'altra gilda. In questo caso l'attacco parte 10 ore dopo la dichiarazione e sia i membri della gilda attaccante che di quella attaccata devono prepararsi all'attacco e/o alla difesa. A livello di gilda si vincono o perdono punti di onore, utili per la classifica generale delle gilde. Lo scontro inizia dai personaggi più bassi nelle classifiche delle due gilde partecipanti alla battaglia: ogni personaggio sconfitto cede il posto a quello immediatamente dopo di lui che partecipa all'azione.
Sia l'attacco che la difesa sono azioni che il giocatore deve accettare esplicitamente cliccando sui rispettivi pulsanti presenti nella sezione Gilda. Esiste però una differenza fra l'essere attaccati da una gilda e l'attaccare un'altra gilda: in quest'ultimo caso, se un giocatore non partecipa all'attacco, non darà nessun contributo allo scontro, mentre nel primo caso anche chi non sceglie di partecipare allo scontro, vedrà il suo personaggio coinvolto in maniera "ridotta", vale a dire presentandosi in battaglia con metà dei propri punti vita.
Inoltre, una volta che il leader della gilda ha raggiunto il livello 50, si possono sbloccare i cosiddetti "Raid", cioè una specie di Dungeon di gilda. I mostri del raid affrontano uno ad uno i membri della gilda fino ad arrivare al boss, molto più forte di tutti gli altri mostri. I raid sono in tutto 50.

## Origini
Shakes & Fidget è basato sull'omonimo fumetto disegnato da Oskar Pannier e Marvin Clifford che racconta le gesta di Shakes e Fidget, rispettivamente un guerriero umano e un mago gnomo. Il fumetto è ambientato in un mondo fantastico ed è una parodia di World of Warcraft.

## Riconoscimenti
Il gioco Shakes & Fidget ha vinto il premio Browser game dell'anno 2009 per la sezione "giochi di ruolo".